# Józef Kozibąk
Józef Kozibąk (ur. 19 stycznia 1901 w Klimontowie w powiecie jędrzejowskim, zm. po 26 czerwca 1941 w KL-Auschwitz) – polski działacz komunistyczny.
Syn małorolnego chłopa Piotra i Teofilii z Grojów. Od 1924 górnik w Zagłębiu Dąbrowskim, w kopalniach "Barbara" i "Niwka", i członek KPP. Członek Komitetu Dzielnicowego (KD) KPP w Niwce i Komitetu Okręgowego (KO) MOPR. Uczestniczył w akcjach organizowanych przez KPP, m.in. współorganizował strajki w kopalni "Modrzejów" i w młynie w Modrzejowie. Kilkakrotnie aresztowany i więziony za działalność komunistyczną. Pod koniec 1933 działał w województwie krakowskim, m.in. w Krakowie, Białej Krakowskiej, Chrzanowie (jako sekretarz chrzanowskiego podokręgu KPP), Trzebini i Krzeszowicach jako funkcjonariusz KO KPP w Krakowie. W październiku 1939 współorganizował wraz z Ignacym Kalagą, Stanisławem Krzynówkiem, Antonim Czechem i Stanisławem Trzaską w Sosnowcu konspiracyjną organizację komunistyczną będącą zalążkiem przyszłego Stowarzyszenia Przyjaciół ZSRR. 26 czerwca 1941 został aresztowany przez gestapo i wywieziony do Auschwitz, gdzie zginął. Pozostawił żonę i dwoje dzieci.